# Норвуд, Мелита
Мелита Норвуд (имя при рождении — Мелита Сирнис; 25 марта 1912, Поксдаун — 2 июня 2005, Лондон) — агент советской разведки, в течение 40 лет передававшая СССР секретные документы, в том числе и связанные с ядерной программой Великобритании. Разоблачена в 1992 году после публикации архива советского перебежчика Василия Митрохина.

## Биография
Дочь эмигранта из Латвии.
С 1932 года работала секретарём в Британской ассоциации исследований в области цветных металлов (British Non-Ferrous Metals Research Association), связанной с ядерными исследованиями. В 24 года вступила в Компартию Великобритании.
В 1935 году попала в поле зрения НКВД по рекомендации Эндрю Ротштейна, с 1937 года сотрудничала с советской разведкой. Занималась передачей разведданных и вербовкой. В её личном деле в КГБ указывалось, что она «дисциплинированный и преданный агент, делающий всё от неё зависящее, чтобы помочь советской разведке». Она была наиболее ценимым КГБ агентом в Великобритании.
Впервые подозрения по ней возникли у МИ-5 в 1945 году, к 1965 году спецслужбы Великобритании были убеждены в том, что она агент КГБ, но доказательств у них не было вплоть до 1992 года, когда в Великобританию бежал Василий Митрохин.
По данным газеты «Independent», Норвуд с 1937 по 1971 год передавала информацию СССР, она работала секретарём главы Британской ассоциации исследований цветных металлов, работавшей над ядерными технологиями.
В 1958 году КГБ ей была установлена пожизненная пенсия в размере 20 фунтов в месяц.
На пенсии с 1979 года.
Последние годы жизни жила в пригороде Бекслихит.
Награждена орденом Трудового Красного Знамени (1958).
С 1935 года была замужем за Хилари Норвудом (ум. 1986). Имела дочь.
«Я делала то, что делала, не ради денег, а чтобы предотвратить поражение новой системы, дорого заплатившей за то, чтобы обеспечить простых людей доступными продуктами питания и транспортом, образованием и здравоохранением… При аналогичных обстоятельствах я снова поступила бы так же».

## Киновоплощения
- В 2018 году режиссёр Тревор Нанн снял фильм «Код „Красный“», основанный на событиях жизни Мелиты Норвуд. В фильме Мелиту играют Джуди Денч и Софи Куксон, имя главной героини изменено на Джоан Стенли.